# Потуоньське Луки
Потуоньське Луки (словац. Potônske Lúky) — село в окрузі Дунайська Стреда Трнавського краю Словаччини. Площа села 4,95 км². Станом на 31 грудня 2015 року в селі проживало 270 жителів.

## Історія
Перші згадки про село датуються 1248 роком.

## Географія
Протікає канал Малиново-Благова і Трновський канал.

## Населення
| Рік:            | 1994. | 2004. | 2014.    | 2024.   |
| --------------- | ----- | ----- | -------- | ------- |
| Кількість осіб: | 0     | 231   | 282      | 285     |
| Різниця:        |       | –     | +22,07 % | +1,06 % |

| Рік:            | 2023. | 2024.   |
| --------------- | ----- | ------- |
| Кількість осіб: | 286   | 285     |
| Різниця:        |       | -0,34 % |